# Fekete utcai kapu
A brassói Fekete utcai kapu vagy Fekete kapu (románul: Poarta Străzii Negre, németül: Schwarzgässer Tor) egyike volt a ma már nem létező északkeleti várfal három városkapujának. A másik két kapunál kisebb volt, és Bolonyával teremtett összeköttetést. Legelőször 1464-ben említik. Az évszázadok folyamán többször befalazták és megnyitották, majd 1873-ban lebontották, mivel akadályozta a forgalmat.

## Története
1464-ben említik először a brassói Fekete utcát és a hozzá tartozó kaput (porta Swarczgas). 1523-ban porta nigra néven jelenik meg. 1578 után a kijáratot befalazták, az erődítmény pedig több, mint két évszázadon keresztül bástyaként szolgált. Védelmét az utcában lakó tímárok látták el.
A 18. század végére a bástya elhanyagolt állapotba került, tornya romos volt. Mikor felmerült egy új városkapu nyitásának szüksége, a tímárok felajánlották az utca végén álló bástyát, és pénzzel is támogatták a munkálatokat, azt remélve, hogy így fellendül a Fekete utca forgalma és kereskedelme. A bástyát áttörték, őrszobákat és egyéb helyiségeket alakítottak ki a védők számára, 1785. november 22-én pedig megnyitották a kaput. 1788–1789 között ideiglenesen lezárták a török fenyegetettség miatt.
A Fekete utcai kaszárnya elkészülte után a kapu akadályozta a forgalmat, így a kaszárnya könnyebb megközelíthetőségének érdekében 1873-ban lebontották, utolsóként az északkeleti várfal kapui közül.

## Leírása
A kapu a jelenlegi STAR üzletház és az Unirea főgimnázium (egykoron a magyar polgári leányiskola) között helyezkedett el. Kapubástyája patkó alakú volt, nagyban hasonlított a Cserzővargák bástyájához. Ide egy felvonóhídon keresztül lehetett bejutni, majd a zömök kaputorony alatti átjárón folytatni az utat a városerőd felé. A bástya falára három nyelven volt kiírva neve: Schwarz Thor – Fekete Kapu – Poarta Neagră.
Orbán Balázs a 19. század közepén így számol be róla: „A fekete kapu, mely a fekete-utczába nyilik (...) még most is eredetiségében meg van, s hatalmas elővédművével, hármas kapujával s az ezek közti felülről zuzművek által uralgott szük folyosókkal, egykor méltán bevehetetlennek tekintethetett, s még most is bámulni engedi a középkornak hatalmas erőditési fogalmait, a kivitelnek csodás nagyszerűségét. (...) Most tervbe vették annak lerombolását, pedig az megbocsáthatlan bűn lenne, mert ez a fennebb leirt Szentlélek kapu mellett az egyetlen, mely Brassó erőditési vonalán őseredetiségében megtartatott, s örök szégyen lenne, hogy a mit annyi századok romboló hatalma, s annyi ostrom harczdühe megkimélt, most a XIX-ik század műveltsége rombolná le”.